# كاتسومي ناكامورا
كاتسومي ناكامورا (مواليد 21 فبراير 1994) هو سبّاح ياباني، مثّل بلاده في الألعاب الأولمبية الصيفية 2016.

## روابط خارجية
كاتسومي ناكامورا على موقع الاتحاد الدولي للسباحة (الإنجليزية)
- كاتسومي ناكامورا على موقع SwimRankings.net (الإنجليزية)
- كاتسومي ناكامورا على موقع اللجنة الأولمبية الدولية (الإنجليزية)
- كاتسومي ناكامورا على موقع أوليمبيديا (الإنجليزية)